# Forquilha
Forquilha este un oraș în statul Ceará (CE) din Brazilia.